# Coti
Roberto Fidel Ernesto Sorokin Espasa, mais conhecido como Coti Sorokin, Coti Espasa ou simplesmente Coti (Concordia, Entre Ríos, Argentina, 14 de junho de 1973), é um cantautor argentino, conhecido em América Latina e Espanha por temas como «Antes que ver el sol», «Nada fue un error» ou «Otra vez».É também coautor de outras canções interpretadas por outros cantores como «Color esperanza», interpretada por Diego Torres, ou «Andar conmigo» de Julieta Venegas.

## Discografia
- Coti (2002)
- Canciones para llevar (2004)
- Esta Mañana y Otros Cuentos (2005)
- Gatos y Palomas (2007)
- Malditas canciones (2009)
- Lo dije por boca de otro (2012)
- Qué esperas (2015)
- Tanta Magia (2016)
- Coti Sorokin y los Brillantes en el Teatro Colon (2018)